# رون جوزيف
رون جوزيف (بالإنجليزية: Ron Joseph)‏ هو منتج تلفزيوني أمريكي، ولد في 11 يونيو 1941.